# Jaroslav Pollert (piragüista, 1971)
Jaroslav Pollert (Praga, 1 de mayo de 1971) es un ingeniero y deportista checo que compitió en piragüismo en la modalidad de eslalon.
Ganó cinco medallas en el Campeonato Mundial de Piragüismo en Eslalon entre los años 1995 y 2006, y tres medallas en el Campeonato Europeo de Piragüismo en Eslalon entre los años 2000 y 2006.
Estudió Ingeniería Civil en la Universidad Técnica Checa, en donde ejerce de profesor asistente.

## Palmarés internacional
| Campeonato Mundial | Campeonato Mundial               | Campeonato Mundial | Campeonato Mundial |
| Año                | Lugar                            | Medalla            | Competición        |
| ------------------ | -------------------------------- | ------------------ | ------------------ |
| 1995               | Nottingham (Reino Unido)         | Medalla de oro     | C2 por equipos     |
| 1999               | Seo de Urgel (España)            | Medalla de oro     | C2 por equipos     |
| 2003               | Augsburgo (Alemania)             | Medalla de oro     | C2 por equipos     |
| 2005               | Penrith (Australia)              | Medalla de plata   | C2 por equipos     |
| 2006               | Praga (República Checa)          | Medalla de oro     | C2 por equipos     |
| Campeonato Europeo |                                  |                    |                    |
| Año                | Lugar                            | Medalla            | Competición        |
| 2000               | Mezzana (Italia)                 | Medalla de bronce  | C2 por equipos     |
| 2004               | Skopie (Macedonia)               | Medalla de oro     | C2 por equipos     |
| 2006               | L'Argentière-la-Bessée (Francia) | Medalla de bronce  | C2 por equipos     |